# Систърс (град, Орегон)
Систърс (на английски: Sisters) е град в окръг Дъшутс, щата Орегон, САЩ. Систърс е с население от 1875 жители (2008) и обща площ от 3,8 km². Намира се на 969,9 m надморска височина. ЗИП кодът му е 97759, а телефонният му код е 541.